# Loxomitra annulata
Loxomitra annulata är en bägardjursart som först beskrevs av Harmer 1915.  Loxomitra annulata ingår i släktet Loxomitra och familjen Loxosomatidae. Inga underarter finns listade i Catalogue of Life.